# Войтенко, Стефан Ефимович
Стефан Ефимович Войтенко (26 июля 1909, Екатеринодар — 21 апреля 1992, Адлер) — помощник командира 6-го гвардейского истребительного авиационного полка 11-й штурмовой авиационной дивизии ВВС Черноморского флота, гвардии майор.

## Биография
Родился 26 июля 1909 года в городе Екатеринодаре. Окончил начальную школу в селе Великие Будища Диканьского района Полтавской области. До армии работал трактористом.
В 1931 году призван в ряды Красной Армии. В 1934 году окончил Ейскую школу морских лётчиков, где впоследствии служил лётчиком-инструктором. Принимал участие в советско-финляндской войне 1939—1940 годов. Сражался в составе 13-й отдельной истребительной авиационной эскадрильи, в воздушных боях уничтожил 1 самолёт противника.
В боях Великой Отечественной войны с 1941 года. Был заместителем командира эскадрильи 8-го истребительного авиационного полка Военно-воздушных сил Черноморского флота, участвовал в героической обороне Одессы.
В сентябре 1941 года противник усилил мощь бомбовых ударов по Одесскому порту и находившимся там кораблям. Там же сражалась и Черноморская авиационная группа, где служил С. Е. Войтенко.
30 октября 1941 года, при выполнении разведывательного полёта, С. Е. Войтенко был тяжело ранен и отправлен в Севастополь для лечения. По возвращении в строй, С. Е. Войтенко продолжил службу в составе 6-го гвардейского истребительного авиационного полка ВМФ.
Весной 1944 года гвардии майор С. Е. Войтенко вернулся в Крым. Шли бои за овладение Севастополем. В один из дней, выполнив задание, лётчик возвращался на аэродром, когда заметил вражеский торпедный катер. Войтенко уничтожил врага.
Через день С. Е. Войтенко встретился в небе с пятёркой вражеских истребителей. Уклониться от удара не удастся, — это он хорошо понимал. Тогда лётчик пошёл в лобовую атаку. Строй «Мессеров» распался. В завязавшемся воздушном бою С. Е. Войтенко сбил один вражеский истребитель и на повреждённом самолёте возвратился на свой аэродром.
По инициативе чаеводов колхоза имени В. И. Ленина, расположенного в живописной долине недалеко от Адлера, начался сбор средств на постройку авиационной эскадрильи. В начале 1944 года боевые самолёты-истребители, приобретённые на собранные деньги, были переданы гвардейцам-лётчикам. По просьбе колхозников эскадрилью назвали «Адлерский патриот», а командиром её назначили уроженца Кубани Стефана Ефимовича Войтенко.
18 апреля 1944 года гвардии майор С. Е. Войтенко сбил над морем, недалеко от Севастополя, летающую лодку «Гамбург-138», ставшую его 11-й воздушной победой.
К июню 1944 года помощник командира гвардейского истребительного авиационного полка гвардии майор С. Е. Войтенко совершил 241 боевой вылет, провёл 45 воздушных боёв и лично сбил 10 самолётов противника и 2 в группе. Штурмовыми ударами он уничтожил 1 танк, 20 автомашин, 2 зенитные батареи и много другой техники врага. Одно время он летал с изображением белой стрелы на фюзеляже своего Як-9Д.
Указом Президиума Верховного Совета СССР от 5 ноября 1944 года за мужество и героизм, проявленные в воздушных боях с немецко-фашистскими захватчиками в небе Кубани и Крыма гвардии майору Стефану Ефимовичу Войтенко присвоено звание Героя Советского Союза с вручением ордена Ленина и медали «Золотая Звезда» (№ 3800).
С 1947 года майор С. Е. Войтенко — в запасе. Жил в Адлере. Вёл большую военно-патриотическую работу, часто выступал перед школьниками и на предприятиях. Ветеран рассказывал о своих боевых друзьях, а в историко-краеведческом музее был активным экскурсоводом. 
Скончался 21 апреля 1993 года. Похоронен в Сочи, на Адлерском кладбище.

## Награды
- Два ордена Ленина;
- два ордена Красного Знамени;
- два ордена Отечественной войны 1-й степени;
- орден Красной Звезды;
- медали.

## Память
- Имя Героя носит школа в селе Великие Будища Полтавской области.
- В апреле 2020 года МОУ СОШ № 25 города Сочи Адлерского района присвоено имя Героя Войтенко Стефана Ефимовича.